# Давидченко, Антон Владимирович
Антон Владимирович Давидченко (род. 2 октября 1985, Одесса, УССР) — украинский общественный и политический деятель. Лидер запрещённой на территории Украины организации «Молодёжное единство», координатор общественного движения «Народная альтернатива», один из главных организаторов антимайдановского движения в Одессе в конце 2013 — начале 2014 годов.

## Биография
В 2008 году Антон Давидченко закончил Одесский национальный университет им. Мечникова, получив образовательно-квалификационный уровень магистра истории. После окончании вуза продолжил обучение в аспирантуре. Во время учёбы работал консультантом PR-агентства «Q-5». В сентябре 2008 года Андрей Иваницкий, Константин Кендзерский и Антон Давидченко зарегистрировали Одесскую областную общественную организацию «Колокол». В 2010—2012 годы был членом Национального союза журналистов Украины.
Давидченко сотрудничал с народным депутатом Игорем Марковым, 23 октября 2013 участвовал в штурме здания УВД после его ареста. При президенте Януковиче Давидченко занимал должность заместителя председателя общественного совета при министерстве образования и науки Украины (министр Дмитрий Табачник).
В декабре 2013 года организация «Молодёжное единство», которой руководил Давидченко, принимала участие в антимайдановских акциях. В частности, 14 декабря состоялся «Марш за альтернативу» против Евромайдана, за федерализацию Украины и вступление в Таможенный союз ЕврАзЭС. В акции приняли участие представители партии «Родина», «Молодёжного единства», «Блока Витренко», КПУ, ветеранских организаций. 16 декабря на Соборной площади Одессы прошёл митинг против так называемой «Евроистерии» и за Таможенный союз.
18 января 2014 года активисты партии «Родина» и общественных организаций «Молодёжное единство», «Дозор» провели у памятника Богдану Хмельницкому акцию«День дружбы между Украиной и Россией», приуроченную к 360-летию Переяславской рады.
27 января Антон Давидченко объявил о создании в Одессе отрядов народной самообороны — народных дружин, которые, по его замыслу, могли бы противостоять набирающим силу праворадикальным группировкам, охранять порядок в городе и не допустить захвата облгосадминистрации. «Одесситы оставались в стороне событий и не решались принимать в них активное участие, но мы поняли, что это чревато серьезными последствиями, когда националисты стали захватывать обладминистрации», — сказал он.
30 января лидеры общественных организаций «Молодёжное единство» и «Сопротивление» Антон Давидченко и Ростислав Барда, а также депутат от партии «Родина» Олег Музыка выступили с инициативой по запрету в Одесской области партии «Свобода» и ряда праворадикальных организаций — «Правый сектор», «Тризуб имени Степана Бандеры», «Братство», «Патриот Украины» и им подобных — поскольку их деятельность прямо направлена на «внесение раздора в обществе и провокацию гражданской войны». Антон Давидченко предложил обратиться к Одесскому городскому совету, а также в областной совет с требованием открыто высказать свою позицию по поводу проходящих в Киеве и ряде западных регионов Украины массовых акций и захватов административных зданий.
В феврале — марте 2014 года общественная организация «Молодёжное единство» стала основной движущей силой антимайдановского движения в Одессе.
8 февраля несколько тысяч горожан под красными флагами и флагами Одессы прошли маршем от площади 10 Апреля к зданию Одесской облгосадминистрации. Организатором акции стала общественная организация «Молодёжное единство». Участники марша призывали не допустить разворачивания гражданской войны и высказывали готовность защищать Одессу от распространения праворадикальной идеологии и экстремизма.
19 февраля сотня противников Евромайдана состоящих по данным издания Думская из право-радикальных группировок ("Славянское единство", "Молодёжное единство") напали на митингующих под Областным советом сторонников Евромайдана. Антон Давидченко заявил что не причастен к избиению протестующих.
23 февраля, в День Советской Армии, несколько тысяч противников Евромайдана прошли маршем от Соборной площади к памятнику Неизвестному матросу на Аллее Славы. Среди участников были представители организаций «Молодёжное единство», «Дозор», «Гражданская совесть» и «Народная альтернатива», обычные граждане.
С 24 февраля постоянным местом проведения массовых антимайдановских митингов («народных собраний», «народных вече») стало Куликово поле. Среди организаторов митингов — координатор «Молодёжного единства» и «Народной альтернативы» Антон Давидченко и Григорий Кваснюк, активисты партии «Родина», общественной организации «Единая Одесса», «Союза воинов Афганистана». 25 февраля активисты «Народной альтернативы» развернули на площади палаточный городок. По словам представителей «Народной альтернативы», они выступают за русский язык, против хаоса в Верховной Раде и досрочных выборов. Смену власти на Украине активисты назвали государственным переворотом.
27 февраля Антон Давидченко обратился к членам исполкома Одесского горсовета, призвав их созвать внеочередную сессию городского совета.
1 марта на митинге, организованном активистами «Народной альтернативы», «Сопротивления» и «Молодёжного единства» и собравшем несколько тысяч людей, недовольных политической обстановкой в стране, Антон Давидченко зачитал список требований участников митинга в адрес центральной и городской власти:
- принятие закона о статусе русского языка как второго государственного;
- административно-территориальная реформа, то есть федерализация;
- сохранение памятников исторического и культурного наследия и уголовная ответственность за их порчу и уничтожение;
- использование на нужды города до 70 % от доходов местного бюджета;
- решение всех судьбоносных внутриполитических и внешнеполитических вопросов посредством референдумов;
- введение выборности губернаторов, судей;
- проведение выборов областного и городского советов[17]. В ходе митинга группой его участников был спущен флаг Украины[18] и подняты три флага — Украины, города Одессы и России[19]

3 марта депутаты облсовета собрались на внеочередную сессию. У здания Одесской областной госадминистрации, однако, собрались противники «Евромайдана», которые настаивали на том, чтобы депутаты облсовета выслушали и обсудили требования в адрес центральной и городской власти, принятые на народном митинге, состоявшемся 1 марта. Эти требования депутатам передал сам Антон Давидченко. В обращении, в частности, облсовету предлагалось взять на себя всю полноту власти и ответственности, переподчинить себе все силовые органы и на базе распущенного подразделения «Беркут» сформировать отделение милиции, подчиняющееся непосредственно Одесскому облсовету. В какой-то момент собравшиеся у здания администрации люди, недовольные отказом депутатов выслушать их требования, прорвались во внутренний двор и оттуда в само здание. Активисты «Народной альтернативы» призывали одесситов присоединиться к акции. В то же время сбор своих активистов объявил и одесский «Правый сектор». Митингующие заблокировали выходы и отказывались выпускать депутатов из здания, пока те не примут их обращение. Тем временем обстановка накалялась — к зданию постепенно подтянулись до полутора сотен сторонников «Евромайдана», которые были экипированы для силового противостояния. К вечеру митингующих разделили две линии бойцов внутренних войск, сотрудники милиции охраняли вход в ОГА, а за дверью облгосадминистрации, в самом здании, был размещён резерв из бойцов внутренних войск. Сторонники «Евромайдана» с дубинками выстроились вдоль проспекта Шевченко. В семь вечера Антон Давидченко вышел к митингующим и представителям прессы и сообщил, что инициативной группе удалось прийти к договорённости с областной властью по некоторым пунктам. Областные власти согласились поддержать инициативу проведения референдума и административно-территориальную реформу.
4 марта пресс-секретарь одесского «Евромайдана» Алёна Балаба заявила, что «Евромайдан» будет требовать «срочного следствия и наказания виновных в … штурме ОГА, ареста Антона Давидченко и его начальников и подельников, а также наведения порядка в городе и области, своевременного реагирования на заявления граждан и защиты от „титушек“». В случае, если ультиматум не будет выполнен, активисты «Евромайдана» будут считать милицию самоустранившейся от охраны общественного порядка в городе и возьмут её функции на себя. Антон Давидченко заявил, что не принимал участия в поднятии российского флага перед зданием облгосадминистрации и считает это провокацией: «Мы не выступаем за раскол страны, мы выступали и будем выступать за Таможенный союз и федерализацию Украины». Давидченко заявил, что утром 4 марта на него и его товарищей активистами «Евромайдана» было совершено нападение.
9 марта прошёл пророссийский митинг с участием 10 тысяч жителей Одессы. Одесситы вышли с флагами Одессы и России.
16 марта прошёл многотысячный митинг и марш (по данным сайта info-center.od.ua в мероприятии приняло участие более 30 тысяч активистов) против действующего правительства и за референдум по федерализации Украины. Демонстранты несли символику России и Одессы.
Вечером 17 марта Антон Давидченко был задержан на выходе из офиса. Позднее ему были предъявлены обвинения в посягательстве на территориальную целостность Украины (ст. 110 УК Украины). Давидченко признал свою вину и согласился сотрудничать со следствием. Результатом этого стало соглашение о признании вины, в рамках которого Давидченко соглашался на приговор в виде пяти лет лишения свободы, а следствие соглашалось выпустить его на свободу с испытательным сроком три года. 22 июля 2014 года Шевченковский суд Киева вынес приговор по его делу. Суд утвердил сделку со следствием и постановил освободить Антона Давидченко из зала суда. Сразу же после освобождения Антон Давидченко покинул Украину.
С 2015 года работал колумнистом на сайте Информцентр-Одесса.